# Komenda Rejonu Uzupełnień Cieszyn

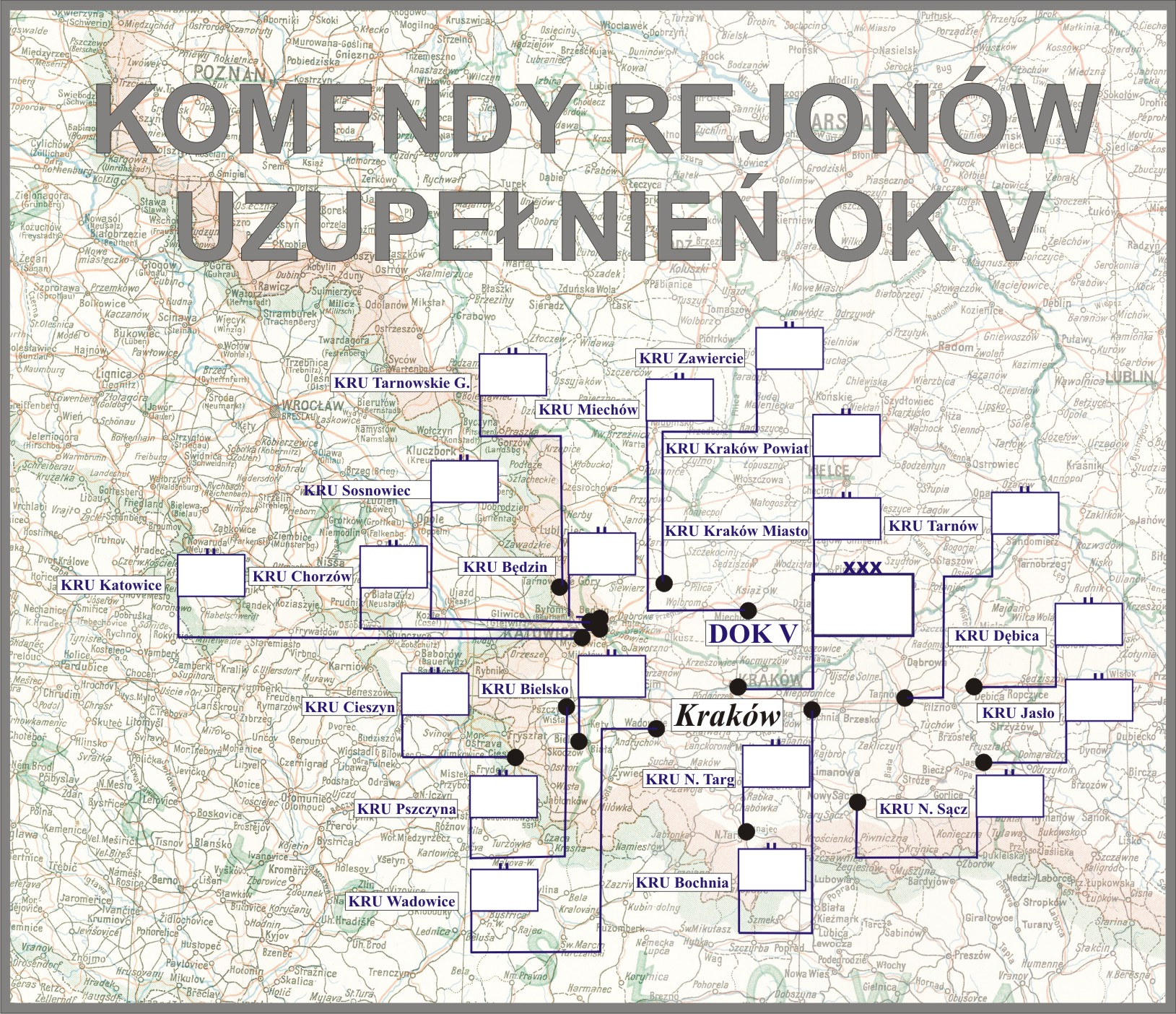
Komendy rejonów uzupełnień OK V

'Komenda Rejonu Uzupełnień Cieszyn (KRU Cieszyn) – organ wojskowy właściwy w sprawach uzupełnień Sił Zbrojnych II Rzeczypospolitej i administracji rezerw w powierzonym mu rejonie.

## Historia komendy
27 grudnia 1918 roku minister spraw wojskowych ustanowił XVII Powiatową Komendę Uzupełnień w Cieszynie obejmującą powiaty: cieszyński i frysztacki oraz miasto Frydek i powiat frydecki. XVII PKU w Cieszynie podlegała Okręgowej Komendzie Uzupełnień w Krakowie.
27 marca 1919 roku minister spraw wojskowych wyłączył powiat bielski z XX PKU Wadowice i włączył do XVII PKU Cieszyn z wyłączeniem autonomicznej gminy Bielsko (miasto Bielsko), która pozostała w podporządkowaniu XX PKU Wadowice.
24 maja 1919 roku minister spraw wojskowych nakazał: „PKU Cieszyn zwija na razie swoją działalność i cały materiał przekazuje OKU w Krakowie, personel zaś zostanie użyty do obsadzenia nowo utworzonych PKU wedle osobnego rozkazu”.
10 czerwca 1919 roku minister spraw wojskowych dla przeprowadzenia prac związanych z likwidacją PKU Cieszyn oraz dla dalszego prowadzenia zaciągu ochotniczego ustanowił czasowo urząd Oficera Ewidencyjnego w Cieszynie, podległego PKU Wadowice. Na stanowisko oficera ewidencyjnego w Cieszynie został wyznaczony urzędnik ewidencyjny w randze porucznika Krzysztof Lukas.
12 czerwca 1919 roku minister spraw wojskowych ustanowił dotychczasową obsadę PKU Cieszyn jako obsadę PKU Sanok.
2 października 1938 roku oddziały Samodzielnej Grupy Operacyjnej „Śląsk” wkroczyły na Zaolzie.
11 października 1938 roku Prezydent RP wydał dekret o zjednoczeniu Odzyskanych Ziem Śląska Cieszyńskiego z Rzecząpospolitą Polską, na mocy którego Ziemie Odzyskane weszły w skład województwa śląskiego. Tego samego dnia Prezydent RP wydał także dekret rozciągnięciu mocy obowiązującej niektórych aktów ustawodawczych na Odzyskane Ziemie Śląska Cieszyńskiego. Wśród tych aktów znajdowała się także ustawa z dnia 9 kwietnia 1938 roku o powszechnym obowiązku wojskowym. 11 lutego 1939 roku Rada Ministrów wydała rozporządzenie o ustaleniu stosunku do służby wojskowej osób, zamieszkałych na ziemiach odzyskanych.
27 października 1938 roku Sejm Śląski dokonał, w drodze ustawy, podziału Ziem Odzyskanych Śląska Cieszyńskiego na obszary administracyjne: powiat cieszyński zachodni połączono z dotychczasowym powiatem cieszyńskim wschodnim w jeden powiat cieszyński z siedzibą w Cieszynie, utworzono powiat frysztacki z siedzibą we Frysztacie, natomiast rozdzielone dotychczasową granicą państwową obie części miasta Cieszyna połączono w jedną gminę miejską.
Z końcem 1938 roku została utworzona Komenda Rejonu Uzupełnień Cieszyn, która podlegała Dowództwu Okręgu Korpusu Nr V, a rejon uzupełnień obejmował powiaty: cieszyński i frysztacki.

## Obsada personalna
Obsada personalna PKU 27 grudnia 1918 roku
- komendant – płk Alfons Babich
- zastępca komendanta – kpt. Karol Czepel
- oficer ewidencyjny w powiecie cieszyńskim – urzędnik ewidencyjny w randze porucznika Krzysztof Lukas
- oficer ewidencyjny w powiecie frydeckim – urzędnik ewidencyjny w randze podchorążego Władysław Dobija
- oficer ewidencyjny w powiecie frysztackim – urzędnik ewidencyjny w randze podporucznika Tadeusz Westwalewicz

Obsada personalna PKU w czerwcu 1919 roku
- komendant – ppłk Wiktor Henzell
- zastępca komendanta – mjr Konstanty Laskowski
- naczelnik kancelarii – kpt. Zygmunt Dobrowolski
- oficer gospodarczy – urzędnik wojskowy Stanisław Kwiatkowski

Obsada personalna KRU w marcu 1939
- komendant – ppłk piech. Kazimierz Jacorzyński
- kierownik I referatu ewidencji – kpt. adm. (piech.) Aleksander Mikołaj Biestek
- kierownik II referatu uzupełnień – kpt. adm. (piech.) Leon Schmidt